# Приобална зона
Приобална зона, Литорал, литорална зона, обалска зона или приобаље је водени биом које чини обалски део мора, језера или река. То је подручје обале које се протеже од нивоа високе воде (плиме или високог водостаја) до нивоа ниске воде (осеке или ниског водостаја).

## Разноврсност литорала
Литорал је подељен на више станишта (супралиторал, медиолиторал, инфралиторал и циркалиторал) која, зависно од тога о којем се екосистему ради (море, река или језеро), могу бити веома различита.
- Литорал плаже Koijigahama у Тахари (Јапан)
- Литорал Северног Сејмур острва (Галапагос)
- Литорал залива Кнебел Виг (Данска)
- Поглед на питоралну зону на острву Раузи (Оркнијска острва)

### Микростаништа морских екосистема
Супралиторал је прво станиште литорала од копна према мору. Стално је изван воде, а море га влажи само прскањем таласа. Висина овог станишта варира, у зависности од изложености обале, од пола метра на заштићеним местима па до неколико метара у висину ако је обала изложена ветру који носи капљице мора.
Медиолиторал или еулиторал је следеће станиште литорала. То је подручје плиме и осеке које се протеже од горње границе високе плиме до доње границе нормалне осеке. За време плиме уроњен је у море, а за време осеке је изван мора, па еколошки фактори (температура, влажност, осветљеност и др.) веома варирају у овом подручју.
Сублиторал је назив за морско литорално подручје које је стално потопљено. У поморској биологији сублиторал се схвата као подручје мора до дубина на којима сунчево свјетло допире до морског дна и у којем живи највећи број морских организама. Унутар сублиторала еколози разликују два подручја, инфралиторал и циркалиторал.